# 240 Ванадіс
240 Ванадіс (240 Vanadis) — астероїд головного поясу, відкритий 27 серпня 1884 року Альфонсом Борреллі у Марселі.